# قالب (فلم)
قالب (بالإنجليزية: Brick) هو فيلم إثارة و‌نوار-جديد أمريكي من تأليف وإخراج ريان جونسون، ومن بطولة جوزيف غوردون-ليفيت. الفيلم كان أول أعمال ريان جونسون الإخراجية وربح جائزة لجنة التحكيم الخاصة لأصالة الرؤية في مهرجان صاندانس السينمائي سنة 2005.
يتبع الفيلم قصة تحقيق تجري أحداثها في إحدى ضواحي كاليفورنيا يقوم بها شاب في الثانوية يحاول معرفة قاتل حبيبته. الفيلم يعتمد بشكل كبير على الحبكة والتوصيف والحوار المستوحاة من قصص وروايات "hard-boiled"، خصوصاً تلك المكتوبة بواسطة داشييل هاميت. عنوان الفيلم يرمز إلى قالب من الهيروين، مضغوط تقريبا إلى حجم وشكل قالب.
تلقى قالب مراجعات إيجابية من النقاد ووصلت عائداته إلى 4 ملايين دولار تقريباً مقابل ميزانية لم تتعدَ نصف مليون دولار.

## وصلات خارجية
- مقالات تستعمل روابط فنية بلا صلة مع ويكي بيانات